# Multi-functional Satellite Augmentation System

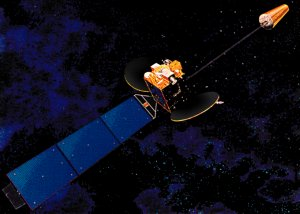
Družice MTSAT-1

Multi-functional Satellite Augmentation System (MSAS) je japonský satelitní rozšiřující systém (Satellite Based Augmentation System, SBAS), to jest  satelitní systém diferenční GPS, který doplňuje a vylepšuje vlastnosti GPS pomocí získávání a vylepšování spolehlivosti a přesnosti těchto signálů. Testy, které u tohoto systému byly provedeny, dopadly úspěšně, a 27. září 2007 byl MSAS schválen pro letecký provoz.
Podobná služba, poskytovaná v Americe, je WAAS (Wide Area Augmentation System) a v Evropě pak EGNOS (European Geostationary Navigation Overlay Service)
Používáním těchto augmentačních (vylepšujících) systémů jsou jednotlivé přijímače GPS schopny zkorigovat svou vlastní pozici na mnohem přesnější hodnotu. Typická přesnost signálu GPS je okolo 20 metrů, s MSAS a podobnými je pak snížena na 1,5 až 2 metry jak pozičně, tak výškově.
| Název družice a další podrobnosti | NMEA / PRN          | Pozice |
| --------------------------------- | ------------------- | ------ |
| MTSAT-1R                          | NMEA #42 / PRN #129 | 140°E  |
| MTSAT-2                           | NMEA #50 / PRN #137 | 145°E  |